# وتسوی
وتسوی (به انگلیسی: Vatsavai) یک روستا در هند است که در Krishna district واقع شده‌است.